# 2008 en Tchéquie
Cet article présente les faits marquants de l'année 2008 en République tchèque.

## Évènements
- Vendredi 8 février 2008 : élection présidentielle.

- Mercredi 5 mars 2008 : l'ancien président Václav Havel, appelle à la création d'une « union internationale de dissidents » qui aurait pour rôle de veiller au respect des droits de l'homme.

- Lundi 21 avril 2008 : le groupe laitier français Bel annonce l'acquisition de la société Jaromericka, spécialiste de la pâte pressée, avec ses deux entités.

- Mercredi 21 mai 2008 : le gouvernement donne l'autorisation du déploiement sur le sol thèque d'un radar ultraperfectionné en liaison avec une batterie de dix missiles intercepteurs en Pologne. Ce système monté dans le cadre du bouclier antimissile américain, contre les menaces générées par les « États-voyous » devrait être opérationnel en 2011-2013.

- Vendredi 30 mai 2008 : première de la nouvelle pièce, Odchazeni, de l'ancien président Václav Havel qui raconte l'histoire d'un chef d'État à la retraite.

- Lundi 2 juin 2008 : une polémique se développe à la suite de la décision prise en mars dernier par le premier ministre tchèque d'honorer trois « héros anticommunistes ». Ils faisaient partie d'une groupe de cinq jeunes Tchèques qui avaient décidé dans l'hiver 1953 de s'enfuir vers Berlin-Ouest pour s'engager dans l'armée américaine afin de participer à la troisième guerre mondiale, qu'ils pensaient imminente, contre le bloc communiste. Leur odyssée réussie de 28 jours avec 24 000 soldats soviétiques à leur trousse, s'est néanmoins soldée par l'arrestation et l'exécution de deux d'entre eux et par la mort de six représentants des forces de l'ordre. L'ex-PC tchécoslovaque, aujourd'hui « Parti social-démocrate » demande le retrait de leur médaille et qu'ils soient jugés comme criminels.

- Lundi 16 juin 2008 : le gouvernement refuse le cadeau apporté par le président Nicolas Sarkozy qui l'accueillait hier dimanche. Il s'agit d'une statue de bronze haute de 3,5 mètres, créée en 1970 par le Hongrois András Beck, représentant un homme en flammes dédié à la mémoire de l'étudiant Jan Palach qui s'était immolé en 1968 pour protester contre l'invasion soviétique.

- Mercredi 18 juin 2008 : le français Sanofi Aventis lance une bataille boursière pour s'emparer du laboratoire Zentiva (CA 665 M.€, 6 500 salariés), spécialiste des médicaments génériques pour 1,65 milliard d'euros. Zentiva est né en 2003 de la fusion entre le tchèque Leciva et le slovaque Solvakofarma et a des usines en République tchèque, en Slovaquie, en Roumanie et en Turquie.

- Vendredi 31 octobre 2008 : le premier ministre Mirek Topolánek est en visite officielle en France.

- Lundi 17 novembre 2008 : plusieurs centaines de membres du parti ouvrier (DS) d'extrême droite, voulant s'en prendre à la communauté tzigane de Litvinov (nord-ouest), provoquent de violents incidents avec la police. Au bilan, 8 manifestants et 8 policiers blessés.

- Samedi 6 décembre 2008 :
  - Quelque trois cents militants de l'extrême droite manifestent à Prague pour protester contre le projet du gouvernement d'interdire le Parti ouvrier (DS). Selon son président Tomas Vandas : « Rien ne peut arrêter le Parti ouvrier qui souhaite une Tchéquie pure, blanche, sans parasites et autres canailles »[1]. deux militants ont été arrêtés.
  - Congrès national à Prague du Parti démocratique civil (parti libéral ODS). Les délégués élisent le premier ministre Mirek Topolánek (52 ans), prochain président de l'UE durant le premier semestre 2009, pour un nouveau mandat de six mois. Il a été préféré, à Pavel Bém (45 ans), maire de la capitale et protégé du président Václav Klaus, « père fondateur » et chef de cette formation de 1991 à 2002.